# Podziemny litoautroficzny ekosystem mikroorganizmów
Podziemny litoautroficzny ekosystem mikroorganizmów (ang. Subsurface Lithoautotrophic Microbial Ecosystem, określany skrótami SLiME, SLIME lub SLME) – skupiska bakterii i grzybów zamieszkujących pory pomiędzy ziarnami minerałów w skałach magmowych na głębokościach 3 i więcej kilometrów pod powierzchnią ziemi. SLiME czerpią energię z substancji nieorganicznych.